# Peter Backhaus
Peter Backhaus (* 14. März 1940 in Gotha; † 8. Juli 2012 in Meiningen) war ein deutscher Politiker (FDP) und Musiker.

## Leben und Beruf
Backhaus studierte an der Hochschule für Musik Franz Liszt Weimar und war danach als Pianist tätig. Er wirkte unter anderem am staatlichen Sinfonieorchester Gotha, an der Suhler Philharmonie und bei dem Meininger Theaterorchester. Zwischen 1969 und 1990 leitete er als Direktor die Max-Reger-Musikschule in Meiningen und die Bezirks-Musikschule in Suhl. Von März bis Oktober 1990 arbeitete Backhaus als Ressortleiter in der Verwaltung des Bezirks Suhl.  2003 war er Mitbegründer der Meininger Theaterstiftung.

## Politik
Von 1990 bis 1994 war Peter Backhaus Mitglied und Vizepräsident des Thüringer Landtags.